# Hilina A (Alasa Talu Muzoi)
Hilina A is een bestuurslaag in het regentschap Nias Utara van de provincie Noord-Sumatra, Indonesië. Hilina A telt 1452 inwoners (volkstelling 2010).